# Vampiro (cocktail)
Pour les articles homonymes, voir Vampiro.
Le Vampiro est un cocktail composé de jus de fruits, d'épices, de soda aux fruits, de jus de citron vert frais et de tequila. Le Vampiro a un goût fruité, légèrement gazeux et épicé.
Le Vampiro peut être préparé avec de la sangrita mexicaine, un mélange de boissons préparées contenant du jus d'orange et des piments. Une recette énumère les ingrédients suivants : tequila, limes, sel casher, soda aromatisé aux agrumes de la marque Squirt et Viuda de Sanchez, une boisson de sangrita mexicaine à base de jus d'orange. La Viuda de Sanchez est vendue au Mexique et dans les régions du sud des États-Unis à forte population latino. Si la Viuda de Sanchez n'est pas disponible, on peut la remplacer par du jus d'orange fraîchement pressé de bonne qualité, du jus de citron vert et de l'assaisonnement épicé pico de gallo.
Le Vampiro est populaire au Mexique. Les Mexicains ont nommé le cocktail Vampiro (« vampire ») car la couleur rouge du mélange de jus Viuda de Sanchez rappelle celle du sang.

## Préparation
Les Vampiros peuvent être préparés dans un grand verre ou un verre old fashioned. Les barmen peuvent d'abord « cercler » le verre avec du sel kasher, ce qui se fait en plaçant une couche de sel kasher sur une planche à découper, en humidifiant le bord du verre avec du jus de citron vert ou de l'eau, puis en plaçant le bord du verre à l'envers sur le sel kasher, de sorte que le sel adhère au bord humidifié. La deuxième étape consiste à remplir la moitié du verre de glace et à ajouter un ou deux verres à shooter remplis de tequila de haute qualité. L'étape suivante consiste à ajouter les éléments aromatiques. Pour ce faire, il faut presser un citron vert frais dans le verre, ajouter quelques grains de sel, ajouter une boisson gazeuse aromatisée aux agrumes, jusqu'à ce que le verre soit rempli aux 4/5, puis ajouter la Viuda de Sanchez épicée (ou du jus d'orange, du jus de citron vert et du pico de gallo). La dernière étape consiste à remuer les ingrédients pour que les saveurs soient bien mélangées.
Le Vampiro serait originaire de San Luis Soyatlán, au Mexique, créé par le vendeur de fruits Oscar Hernández et traditionnellement vendu dans des sacs en plastique transparent avec une paille. À l'origine, Hernández préparait la boisson pour sa propre consommation, mais ses clients lui ont rapidement demandé d'en préparer davantage et la boisson s'est répandue de bouche à oreille.

## Variantes
Certains guides de barman suggèrent d'ajouter une dose de jus de tomate, de jus d'orange et de citron vert fraîchement pressés, de sirop de grenadine, de sauce au piment fort et de poivre noir fraîchement moulu dans le verre, et de mettre de côté la sangrita mexicaine. De même, certains guides suggèrent de secouer et de filtrer les ingrédients, et non de les remuer.
En 2017, David Hammond du Chicago Tribune a décrit une variante appelée le cocktail Doce Vampiro, qui est servi à La Sirena Clandestina de Chicago. La boisson rouge sang est un mélange de « ... pisco, tequila, citron, ananas, amaro Ramazzotti et chicha morada, une boisson péruvienne sans alcool, sucrée et acidulée, à base de maïs violet ». Hammond déclare que « ...le pisco, l'ananas et le citron, brillants et acides, sont les notes les plus fortes », alors que « ...la tequila, l'amertume herbacée du Ramazzotti et les qualités d'épices de la chicha morada » fournissent les « notes les plus faibles ». 